# Угриновачки пут (Земун)
| Угриновачки пут | Угриновачки пут         |
| --------------- | ----------------------- |
|                 |                         |
| Општина         | Градска општина Земун   |
| Почетак         | Добановачки пут (Земун) |
| Крај            | Улица Мале пруге        |
| Дужина          | 1200 m                  |
| Ширина          | 14 m                    |
|                 |                         |
|                 |                         |

Угриновачки пут је београдска улица која се налази у општини Земун.

## Улица
Улица се протеже северно-западно од Добановачког пута, близу Европског пута Е75 секући Хермигвејеву, Абебе Бикилеву, Сервантесову, Југа Гизељову, Слободана Ђурићеву и улицу Љиљане Крстић и завршава као слепа улица.

## Делови улице
Добановачки пут је подељен на 38. делова који су насловљени као улице. Бројеви делова улица су: 10, 11, 12, 13, 14, 15, 17, 18, 19, 20, 21, 22, 23, 24, 25, 26, 27, 28, 29, 3, 31, 32, 33, 34, 35, 36, 37, 38, 39, 4, 41, 42, 43, 5, 6, 7, 8 и 9.

## Превоз
Улицом пролази аутобуска линија 81 (Нови Београд Улица Генерала Жданова) - Угриновачки пут - Алтина) Градског саобраћајног предузећа Београд.